# كايل سميث (متسابق دراجات نارية)
كايل سميث (بالإنجليزية: Kyle Smith)‏ مواليد 16 سبتمبر 1991 في هدرسفيلد، هو متسابق دراجات نارية بريطاني. نافس في بطولة العالم للسوبرسبورت.

## وصلات خارجية
- كايل سميث على موقع WorldSBK.com (الإنجليزية)
- الموقع الإلكتروني